# 长脆鳞虫
长脆鳞虫（学名：Lepidasthenia longicirrata）为多鳞虫科脆鳞虫属的动物。分布于美国以及中国东海、南海等海域。